# ウェスト・ロージアン

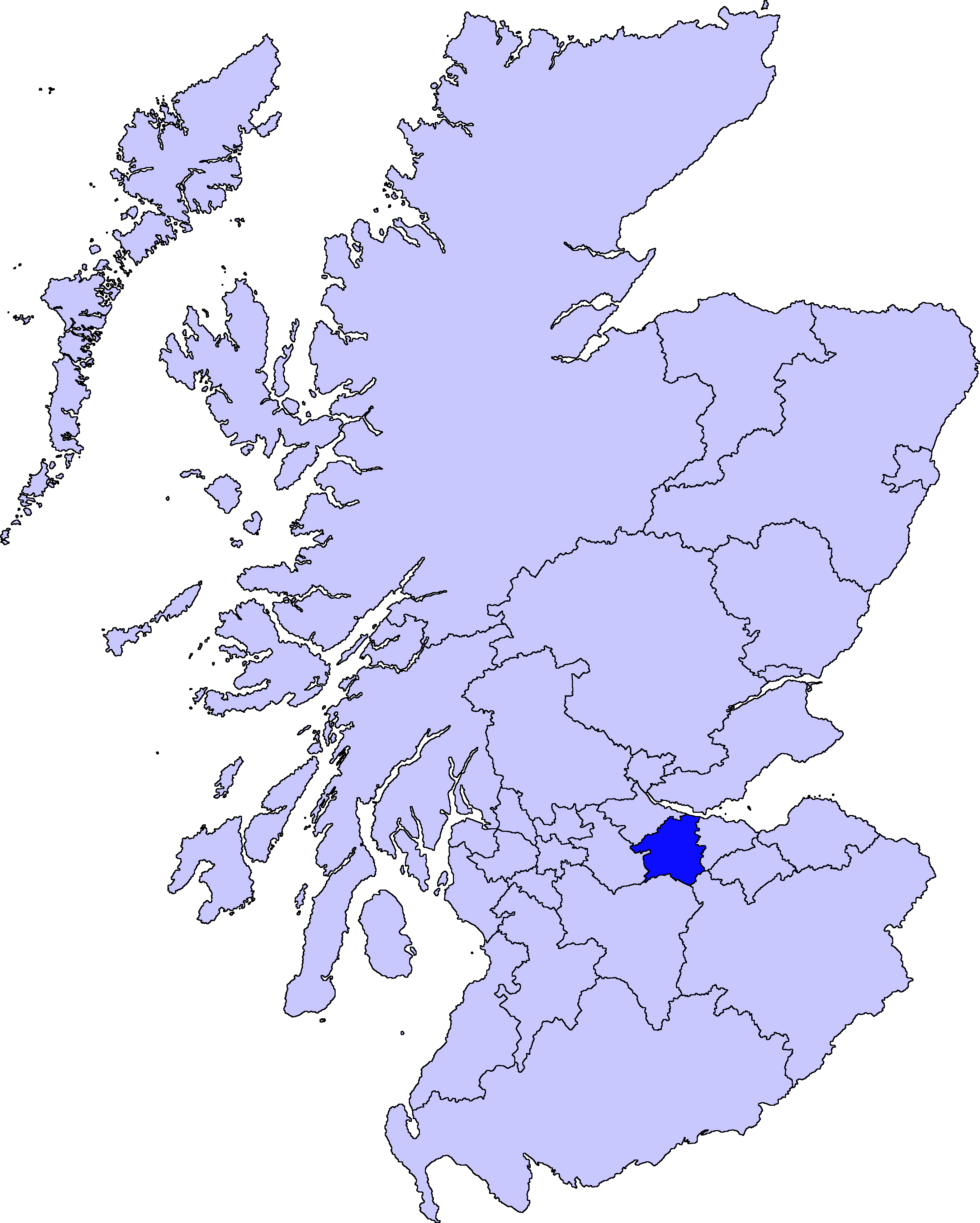
ウェスト・ロージアン

ウェスト・ロージアン（英語：West Lothian, スコットランド・ゲール語：Lodainn an Iar）は、スコットランドの行政区画の一つ。スコットランド中部に位置し、エディンバラ市、スコティッシュ・ボーダーズ、サウス・ラナークシャー、ノース・ラナークシャー、フォルカークと接する。かつてはリンリスゴウシャーと呼ばれていた。総面積427平方キロメートル。人口181,720人（2022年推計）。中心地はリヴィングストン。

## 出身人物
- ジェームズ5世 (スコットランド王)（リンリスゴー）
- メアリー (スコットランド女王)（同上）
- チャールズ・ワイヴィル・トムソン（同上）
- アレックス・サモンド（同上）
- スーザン・ボイル（ブラックバーン）
- ダリオ・フランキッティ（バスゲイト）
- デイヴィッド・テナント（同上）
- レオン・ジャクソン（ウイットバーン）
- ポール・ディ・レスタ（アップホール）
- ピーター・ライト（リビングストン）
- ルイス・キャパルディ（生誕はグラスゴー）